# جیمز لسور
جیمز لسور (انگلیسی: James Lesure؛ زادهٔ ۲۱ سپتامبر ۱۹۷۰) هنرپیشه اهل ایالات متحده آمریکا است.
از فیلم‌ها یا برنامه‌های تلویزیونی که وی در آن نقش داشته‌است می‌توان به حلقه دو، آتش در ازای آتش، و جزر و مد سرخ اشاره کرد.